# Hondo (Belize)
Il río Hondo è un fiume dell'America centrale di circa 150 km di lunghezza, che scorre nella direzione nord-est per sfociare nel Mar dei Caraibi. Gran parte del confine fra il Messico e il Belize è costituito da questo fiume.
Esso è formato dalla confluenza di parecchi fiumi, come il Blue Creek e il Chan Chich, che nascono nella regione del Bacino di Petén in Guatemala, e il fiume di Booth, che nasce nel distretto occidentale del Belize di Orange Walk. Questi corsi d'acqua si uniscono per formare il fiume Hondo presso l'insediamento del Blue Creek Village, dal lato del Belize, e La Unión da quello messicano. Il fiume prosegue il suo corso fino alla foce nella baia di Chetumal. La città di Chetumal, capoluogo dello stato messicano di Quintana Roo e principale porto della regione, si trova vicino al suo corso.
Lungo il corso del fiume si trovano numerosi siti archeologici della precolombiana civiltà Maya.
Il fiume è citato nell'inno nazionale del Belize  Land of the Free:
...
Our fathers, the Baymen, valiant and bold
Drove back the invader; this heritage hold
From proud Rio Hondo to old Sarstoon,
Through coral isle, over blue lagoon;
...